# Barby (Northamptonshire)
Barby es un pueblo y una parroquia civil del distrito de Daventry, en el condado de Northamptonshire (Inglaterra).

## Demografía
Según el censo de 2001, Barby tenía 2083 habitantes (1416 varones y 667 mujeres). 352 (16,9%) de ellos eran menores de 16 años, 1653 (79,36%) tenían entre 16 y 74, y 78 (3,74%) eran mayores de 74. La media de edad era de 34,67 años. De los 1731 habitantes de 16 o más años, 730 (42,17%) estaban solteros, 795 (45,93%) casados, y 206 (11,9%) divorciados o viudos. 848 habitantes eran económicamente activos, 848 de ellos (92,17%) empleados y otros 72 (7,83%) desempleados. Había 9 hogares sin ocupar, 526 con residentes y 3 eran alojamientos vacacionales o segundas residencias.